# Stadt- und Regionalbibliothek Gera
Die Stadt- und Regionalbibliothek Gera ist eine kommunale Bibliothek in der Stadt Gera in Thüringen. Sie geht auf die am 20. Oktober 1920 eröffnete Freie Öffentliche Landesbücherei des damaligen Volksstaates Reuß zurück. Heute besteht die Bibliothek aus dem Hauptgebäude am Puschkinplatz im Stadtzentrum und einer Zweigstelle im Stadtteil Lusan.

## Geschichte

### Vorgängerinstitutionen
Das 1608 von Heinrich Posthumus Reuß gestiftete Gymnasium Rutheneum erhielt wohl bald nach seiner Gründung eine allgemeine Kirchen- und Schulbibliothek, die zugleich als Landesbibliothek für die Herrschaft Gera diente. Ein gräflich-reußisches Dekret vom 6. Juni 1699 bestimmte unter anderem die Festanstellung eines Bibliothekars und sah die Bibliothek ausdrücklich zum öffentlichen Gebrauch vor. Im Geraer Stadtbrand vom 18. September 1780 wurden die Bestände der Gymnasialbibliothek – etwa 8.000 bis 10.000 Bände – vollständig vernichtet. Vor allem durch private Spenden konnten die Bestände bald wieder aufgebaut werden; nach dem Tod Heinrichs XXX. 1802, als Gera für rund 50 Jahre seine Funktion als Residenzstadt verlor, wurde die Schlossbibliothek des Schlosses Osterstein in die Gymnasialbibliothek eingegliedert. Ab 1891 firmierte die Institution als „Fürstliche Gymnasial- und Landesbibliothek“.
1842 wurde in Gera „Brendels Leseinstitut“ als erste (kommerzielle) Leihbibliothek Thüringens begründet, der in den folgenden Jahrzehnten zahlreiche weitere entsprechende Einrichtungen folgten, die überwiegend massentaugliche Unterhaltungsliteratur anboten. Die Geraer Freimaurerloge „Archimedes zum ewigen Bunde“ initiierte 1874 die Gründung einer „Volksbibliothek“, die sich zunächst in der Buchhandlung Strobel in der Johannisstraße, seit 1885 im ehemaligen Waisenhaus und heutigen Stadtmuseum befand, wo kurz vor dem Ersten Weltkrieg auch eine Lesehalle eingerichtet wurde.
Gegen Ende des 19. Jahrhunderts bestand auch – wohl in Trägerschaft des Geraer Arbeiterbildungsvereins – eine Arbeiterbibliothek mit Lesehalle in der Hospitalstraße (heute Karl-Liebknecht-Straße). Am 14. Mai 1908 wurde eine „Zentralbibliothek“ für Arbeiter in der Alten Schloßgasse 11 (heute Florian-Geyer-Straße) eröffnet. Zudem existierten auch Arbeiter-Volksbibliotheken in Untermhaus, Debschwitz, Pforten und Zwötzen.

### Entwicklung seit 1920

#### Weimarer Republik und Nationalsozialismus

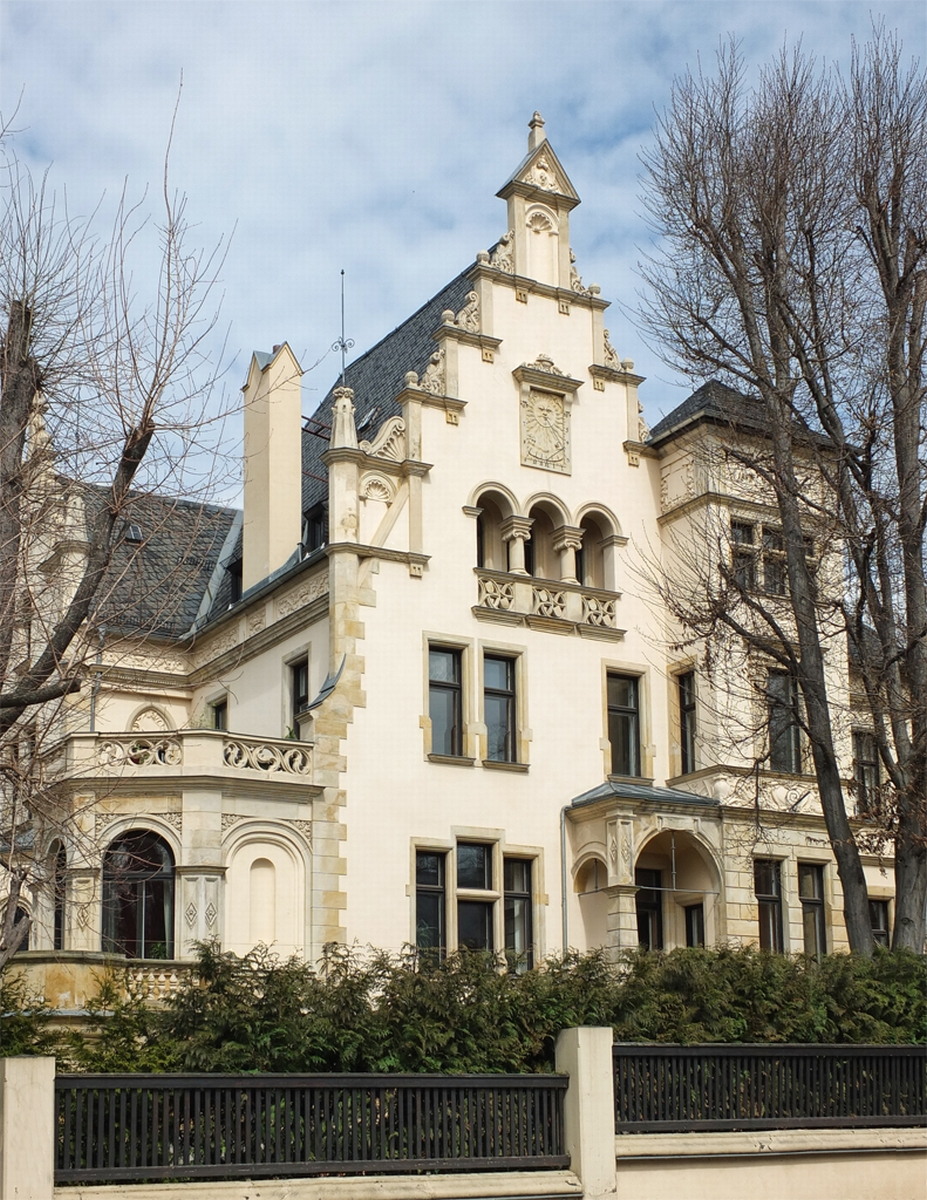
Villa Münch in der Goethestraße, Gründungsort der Geraer Bibliothek

Nach der Novemberrevolution und der Gründung des Volksstaates Reuß entstand eine Stiftung „Volkshochschule Reuß“, bestehend aus drei Säulen öffentlicher Bildungsarbeit: der Heimvolkshochschule Tinz, der Freien Öffentlichen Landesbücherei und wandernden Bildungskursen. Zum Leiter der Institution wurde der bisherige Leipziger Arbeiterbibliothekar Gustav Hennig bestimmt. Die Freie Öffentliche Landesbücherei wurde am 20. Oktober 1920 in der Villa Münch in der Goethestraße 1a eröffnet.
Gemäß Beschluss des Staatsrates des Volksstaates Reuß vom 4. Oktober 1920 wurden die Bestände der Gymnasialbibliothek in die Villa Münch überführt und dort bald zerschlagen; nur ausgewählte Bände verblieben in der Geraer Landesbücherei, die übrigen wurden in die Staatliche Bücher- und Kupferstichsammlung Greiz, das Predigerseminar der Thüringer Evangelischen Kirche in Eisenach sowie an das Geraer Stadtarchiv und Stadtmuseum abgegeben. Restbestände, die sich noch nach dem Zweiten Weltkrieg im Keller der Villa Münch befanden, wurden dann vor allem in die Pädagogische Zentralbibliothek in Berlin überführt. Auch die Bestände der Volksbibliothek im ehemaligen Waisenhaus sollen an die Landesbücherei abgegeben worden sein; die dortige Lesehalle bestand jedoch bis nach 1933.
Ende 1920 umfasste die Landesbücherei 8.000 Bände; nach einem Ausbau insbesondere des Sachbuchbestandes in den Jahren 1921/22 war der Bestand im Jahre 1923 auf 11.700 Bände angewachsen.
Nach Auflösung der Stiftung Volkshochschule Reuß zum 1. April 1923 gingen Bibliothek und Heimvolkshochschule in die Trägerschaft des Landes Thüringen über. Damit einher ging eine Umbenennung der Bibliothek in „Thüringische Landesbücherei Gera“ und eine Unterstellung unter das Thüringer Ministerium für Volksbildung.
Infolge der „Machtergreifung“ der Nationalsozialisten wurden in den Jahren 1933/34 rund 800 Bände aussortiert; der seit 1922 im Amt befindliche Bibliotheksleiter Walter Hallbauer blieb zunächst im Dienst, wurde aber 1938 mit erst 53 Jahren in den einstweiligen Ruhestand versetzt. Während des Zweiten Weltkriegs wurden nochmals ca. 250 Bände vornehmlich jüdischer Autoren aussortiert; viele weitere Bände mussten der Wehrmacht für die Verwundeten in den Lazaretten übergeben werden. 1941 war der Bestand somit auf 5.719 Bände geschrumpft. In der Endphase des Krieges wurde die Bibliothek geschlossen. Beim schwersten Luftangriff auf Gera am 6. April 1945 wurde mit dem Schloss Osterstein auch die dortige Schlossbibliothek mit rund 15.000 Bänden zerstört; die Landesbücherei in der Villa Münch blieb unbeschädigt.

#### DDR
Nach Kriegsende wurde die Landesbücherei am 27. November 1945 wiedereröffnet, wobei der Name „Thüringische Landesbücherei Gera“ erhalten blieb. Gemäß der Liste der auszusondernden Literatur der sowjetischen Besatzungszone von 1946 und ihrer Nachträge von 1947, 1948 und 1952 wurden aus den Beständen 1.084 Bücher ausgesondert und 1.257 Bücher unter Verschluss gestellt. 1950 ging die Trägerschaft vom Land Thüringen an den Rat der Stadt Gera über. Nach Auflösung des Landes Thüringen und Gründung des Bezirkes Gera im Jahr 1952 firmierte die Bibliothek ab dem 1. November 1954 als „Stadt- und Bezirksbibliothek Gera“ und war nun Leiteinrichtung für alle öffentlichen Bibliotheken im Bezirk.
Nachdem bereits seit dem 9. Oktober 1950 eine Jugendbücherei im Hauptgebäude in der Goethestraße bestand, wurde am 12. August 1957 eine zentrale Kinderbibliothek im „Haus des Kindes“ in der ehemaligen „Tonhalle“ am Puschkinplatz eröffnet. 1964 zog sie in die Straße der Republik 82 (heute Heinrichstraße) um. Zum 1. November 1962 stellte die Hauptbibliothek in der Goethestraße ihren Betrieb von Schalter- auf Freihandausleihe um. Am 10. März 1967 wurde eine Musikbibliothek eröffnet, ab 1970 mit Schallplattenausleihe.
Die neue DDR-Bibliotheksverordnung von 1968 forderte den Ausbau der Bibliotheken in den Bezirkshauptstädten, die noch nicht über eine wissenschaftliche Bibliothek verfügten, zu wissenschaftlichen Allgemeinbibliotheken. Zum 23. Mai 1972 zog die Hauptbibliothek in den bis heute genutzten Neubau am Puschkinplatz um; in der Villa Münch in der Goethestraße verblieb die Musikbibliothek und zog die Kinderbibliothek aus der Straße der Republik ein. Ab 1974 wurde gezielt eine regionalkundliche bzw. territorialkundliche Sammlung aufgebaut. Zum 1. Januar 1976 erfolgte durch das Ministerium für Kultur der DDR die Zuerkennung als „Wissenschaftliche Allgemeinbibliothek des Bezirkes Gera“ (WAB (B)). Ab 5. Oktober 1979 wurde das Angebot durch die Eröffnung einer Artothek ergänzt.
In den 1980er Jahren wurde die Bibliothek am Puschkinplatz erweitert. Während der Arbeiten erfolgte am 15. Mai 1985 die Namensverleihung „A. S. Puschkin“. Nach seiner Wiedereröffnung am 15. April 1986 beherbergte das Gebäude nun auch die bis dahin in der Goethestraße untergebrachten Bestände der Musik- und Kinderbibliothek. Am 28. Januar 1987 wurde als neuer Teilbereich das Territorialkundearchiv eröffnet.

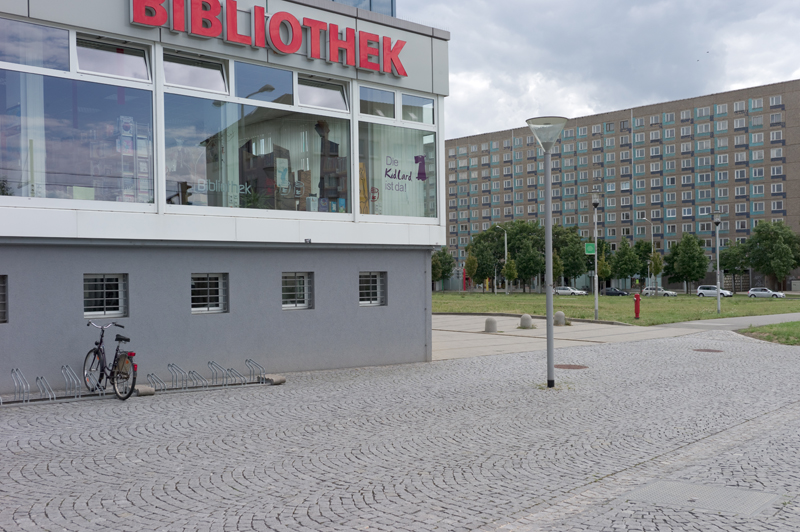
Stadt- und Regionalbibliothek Gera am Puschkinplatz (2010)

#### Bundesrepublik
Die politische Wende von 1989/90 bedeutete für die Bibliothek unter anderem die Schließung fast aller Zweigstellen. Mit der neuen Bibliothekssatzung vom 18. Februar 1993 wurde aus der „Wissenschaftlichen Allgemeinbibliothek“ die „Stadt- und Regionalbibliothek“. In den Jahren 1999/2000 erfolgte ein umfassender Umbau des Gebäudes am Puschkinplatz, der neben einer Modernisierung der Räumlichkeiten auch die Umstellung auf eine vollständig elektronische Katalogisierung und Ausleihe bedeutete. Im Oktober 2008 wurde als neuer Bereich innerhalb des Hauptgebäudes eine Jugendbibliothek mit einem speziell auf 14- bis 20-Jährige ausgerichteten Angebot eröffnet. Im November 2013 wurden wegen der angespannten Finanzlage der Stadt Gera die Bibliothek und Museen der Stadt vorübergehend geschlossen. Die Schließung, die bereits nach einem Tag wieder aufgehoben wurde, führte Anfang 2014 zur Aufnahme in die Rote Liste Kultur.

## Zweigstellen
Vor allem in der DDR-Zeit bestanden neben dem Hauptgebäude im Stadtzentrum auch zahlreiche Zweigbibliotheken und Ausleihstellen in den Stadtteilen. Im Zuge der Eingemeindungen zahlreicher umliegender Orte im Jahr 1950 übernahm die Stadt auch sieben kleinere Bibliotheken in Dürrenebersdorf, Kaimberg, Langenberg, Liebschwitz, Röppisch, Roschütz und Taubenpreskeln als Zweigstellen, am 17. Juli desselben Jahres wurde eine weitere Zweigbibliothek in Zwötzen als erste Freihandbibliothek Thüringens eröffnet. Am 15. August 1957 folgte die Eröffnung einer Zweigbibliothek in der Richterstraße im östlichen Stadtzentrum.
Ab 1971 betrieb die Geraer Bibliothek eine Fahrbibliothek für Kinder und Jugendliche in einem Sattelschlepper; von 1979 an wurde dieser bis Ende der 1980er Jahre stationär im Neubaugebiet Lusan betrieben. Lusan, mit bis zu 45.000 Einwohnern das größte Neubaugebiet des Bezirkes Gera, erhielt schließlich 1987 eine moderne Stadtteilbibliothek in der Schleizer Straße; 1988 folgte eine weitere in der Werner-Petzold-Straße. Damit einher ging die Auflösung der Fahrbibliothek, einer Kinderbibliothek in der Straße der Neuerer (heute Kastanienstraße) und einer Zweigbibliothek in der Leninstraße (heute Wiesestraße).
Das nördliche Neubaugebiet Bieblach erhielt zum 6. April 1981 eine Zweigbibliothek in der Makarenkostraße. Das ab Mitte der 1980er Jahre erbaute Neubaugebiet Bieblach-Ost folgte erst nach der deutschen Wiedervereinigung zum 1. April 1992.
Bei Ende der DDR bestanden acht Zweigbibliotheken, acht Ausleihstellen zumeist in äußeren Stadtteilen (Dürrenebersdorf, Frankenthal, Windischenbernsdorf, Leumnitz, Liebschwitz, Richterstraße, Seydelstraße und Keplerstraße) sowie 20 Ausleihstellen in Einrichtungen wie Betrieben und Schulen. Die Wiedervereinigung führte zur Schließung mehrerer Zweig- und aller Ausleihstellen; 1995 bestanden noch Zweigbibliotheken in Lusan (2), Bieblach-Ost, Zwötzen und Langenberg.
Die 1987 in der Schleizer Straße eröffnete Bibliothek zog 2002 in die Lusaner Straße 8 um und wurde dort zum 18. Dezember 2008 geschlossen. Die Bieblacher Zweigstelle zog 2009 in die Erich-Mühsam-Straße 2 um, wurde dort wegen Geruchsbelästigung in den Räumlichkeiten schon im November desselben Jahres geschlossen und in der Folge nicht wiedereröffnet. Die Zweigstelle in Langenberg ging 2009 als „Schmökerstube“ in freie Trägerschaft über. Somit besteht heute als einzige Zweigstelle der Stadt- und Regionalbibliothek noch die Stadtteilbibliothek in Gera-Lusan in der Werner-Petzold-Straße 10.

## Bereiche
Mit Stand 2024 umfasst die Bibliothek am Standort Puschkinplatz folgende Bereiche:
- Erwachsenenbibliothek
- Jugendbibliothek
- Kinderbibliothek
- Musikbibliothek
- GeraTHek (regionalkundlicher Bestand)
- Artothek

## Leiter
- 1920–1922: Gustav Hennig
- 1922–1938: Walter Hallbauer
- 1938–1945: ?
- 1945–1948: Dorothea Wagner (kommissarisch)
- 1948–1949: Lorenz Waligora
- 1949–1950: Erich Schröter
- 1950–1976: Marianne Burkhardt
- 1977–1988: Hans Embersmann
- 1988–1990: Volker Hartdung
- 1990–1991: Almut Schille (kommissarisch)
- 1991–2010: Manfred Grätz
- 2010–2024: Rainer Schmidt
- seit 2025: Christina Martens